# فيليب ليوتار
فيليب ليوتار (بالفرنسية: Philippe Léotard)‏
```
(و. 
1940
 – 
2001
 
م
)
[
4
]
 هو 
ممثل
، 
ومغن
، 
وشاعر
 من 
فرنسا
 . ولد في 
نيس
.
[
2
]
[
5
]
```

توفي في باريس، عن عمر يناهز 61 عاماً.

## التعليم
تعلم في معهد هنري الرابع، وجامعة باريس

## روابط خارجية
- فيليب ليوتار على موقع IMDb (الإنجليزية)
- فيليب ليوتار على موقع ميتاكريتيك (الإنجليزية)
- فيليب ليوتار على موقع روتن توميتوز (الإنجليزية)
- فيليب ليوتار على موقع قاعدة بيانات الأفلام العربية
- فيليب ليوتار على موقع ألو سيني (الفرنسية)
- فيليب ليوتار على موقع ميوزك برينز (الإنجليزية)
- فيليب ليوتار على موقع أول موفي (الإنجليزية)
- فيليب ليوتار على موقع قاعدة بيانات الأفلام السويدية (السويدية)
- فيليب ليوتار على موقع أول ميوزيك (الإنجليزية)
- فيليب ليوتار على موقع ديسكوغز (الإنجليزية)